# Red Swan (canción)
«Red Swan» es una canción del músico japonés Yoshiki, con la voz de Hyde. Escrito y producido por Yoshiki, es el tema de apertura de los primeros 12 episodios de la tercera temporada de la serie Attack on Titan anime. La edición televisiva de la canción se publicó en plataformas digitales el 23 de julio de 2018, mientras que la versión completa del sencillo se lanzó el 3 de octubre de 2018.
El sencillo debutó en el número 4 en la Oricon Singles Chart y en el número 5 en Billboard Japan Hot 100. También encabezó la lista de rock de iTunes en 10 países, convirtiéndola en la canción de anime con mejor rendimiento en la historia de la lista, y alcanzó las diez en las listas principales de iTunes en 16 países. En 2019, la canción ganó la Mejor Canción de Oro Japonesa en la trigésima edición de International Pop Poll Awards.

## Antecedentes y lanzamiento
El 8 de julio de 2018, se reveló en Anime Expo en Los Ángeles que X Japan se había asociado con  Hyde de L'Arc-en-Ciel  para crear el tema principal de la tercera temporada del anime  Attack on Titan. "Red Swan" se anunció originalmente como una canción de X Japan, que solo presentaría a Yoshiki y Sugizo, con Hyde en la voz. Sin embargo, más tarde ese mes, se anunció que la canción ahora se acreditaría a "Yoshiki feat. Hyde".
"Red Swan" se inspiró en una sección del sencillo número uno de X Japan en 1994 " Rusty Nail". La portada de la edición estándar se diseñó con elementos de la portada de "Rusty Nail", es decir, la sangre que gotea de la boca de una mujer. El 15 de septiembre, Yoshiki reveló que "Red Swan" se completó unos días antes en Los Ángeles. Dos días después, Yoshiki y Hyde interpretaron la canción en vivo en  Music Station .
La edición televisiva de la canción se publicó en plataformas digitales el 23 de julio de 2018, mientras que la canción completa se lanzó digitalmente y en CD, en dos versiones diferentes, el 3 de octubre de 2018.

## Respeccion
Michelle Minikhiem de  J-Generation  llamó a "Red Swan" "grandiosa en la forma en que solo pueden ser las canciones escritas por Yoshiki", con una interpretación vocal que "absolutamente duele de nostalgia". Ella describió la pista y su "percusión creciente, letras apasionadamente románticas y preguntas filosóficas murmuradas sobre la vida" como la historia de un amor agridulce.</ref>«Yoshiki feat. Hyde – Red Swan (Review)». J-Generation. 25 de octubre de 2018. Consultado el 3 de febrero de 2021.</ref>

## Recepción
Michelle Minikhiem de  J-Generation  llamó a "Red Swan" "grandiosa en la forma en que solo pueden ser las canciones escritas por Yoshiki", con una interpretación vocal que "absolutamente duele de nostalgia". Ella describió la pista y su "percusión creciente, letras apasionadamente románticas y preguntas filosóficas murmuradas sobre la vida" como la historia de un amor agridulce.

## Rendimiento del gráfico
"Red Swan" debutó en el puesto número 4 en la Oricon Singles Chart y estuvo en las listas durante 19 semanas.<It also debuted at No. 3 on the Oricon Digital Singles Chart.
La canción debutó en el número 5 en Billboard Japan Hot 100. It also reached number 6 on Billboard Japan's Top Singles chart, which is based only on physical sales, and topped Billboard Japan's Hot Animation chart, which tracks anime and video game music.
El sencillo encabezó las listas de Rock de iTunes en Japón, Finlandia, Grecia, Chile, Argentina, Colombia, México, Perú, Brasil y Hong Kong, convirtiéndola en la canción de anime con mejor rendimiento en la historia de la lista. También alcanzó el puesto número 6 en la lista de rock de Estados Unidos y el número 8 en la lista de rock de Reino Unido. La canción alcanzó el grupo de las 10 más populares en las listas principales de iTunes en 16 países.

## Lista de canciones
Todas las canciones escritas y compuestas por Yoshiki. 
| Yoshiki feat. Hyde Version |                           |          |  |
| N.º                        | Título                    | Duración |  |
| 1.                         | «Red Swan»                | 4:23     |  |
| 2.                         | «Red Swan (Instrumental)» | 4:20     |  |

| Attack on Titan Version |                           |          |  |
| N.º                     | Título                    | Duración |  |
| 1.                      | «Red Swan»                | 4:23     |  |
| 2.                      | «Red Swan (Instrumental)» | 4:20     |  |
| 3.                      | «Red Swan: Edición de TV» | 1:30     |  |

## Personal
- Yoshiki - Batería, Piano, guitarra eléctrica, Bajo, sintetizadores, Producción, Orquestación.
- Hyde - voz líder.

Apariciones especiales de invitados
- Sugizo - guitarra eléctrica.
- Pata - guitarra eléctrica.
- Heath (músico) - Bajo.

Producción
- Mark Needham - Mesclaz
- Stephen Marcussen - masterización
- Shelly Berg - Orquestación
- Daniel Sternbaum - ingeniero de grabación
- Ryan Boesch - Ingeniero de audio
- Yuji Sugiyama - ingeniero de grabación
- Toshi Minesaki - ingeniero de grabación
- Hisayuki Watanabe - ingeniero de grabación
- Steve Churchyard - grabación de orquesta
- Brian Fedirko - programación

## Gráficos
| - | Gráfico (2018) | Posición pico | - | Singles (Oricon) | 4 | - | Billboard Japan Hot 100 \| Japan Hot 100 ( Billboard Japan ) | 5 |